# علی‌بیگ ذوالقدر
علی‌بیگ ذوالقدر از امیران قزلباش طایفه ذوالقدر بود. پس از قتل شاه اسماعیل دوم وی مامور می گردد خبر مرگ شاه را فورا" به شیراز برساند و جان محمدمیرزا (شاه محمد خدابنده) را که در آن روزها مورد تهدید شاه اسماعیل دوم بود، از خطر مرگ نجات دهد. 
با وجود این که خبر مرگ شاه اسماعیل دوم را اسکندربیگ شاملو زودتر از او به محمدمیرزا رسانده بود ولی خبر علی‌بیگ ذوالقدر نیز به نوعی اطمینان محمدمیرزا را به مرگ شاه اسماعیل دوم بیشتر کرد. پس از این خدمت، شاه محمد خدابنده به وی لقب خانی داد و وی را حکمران شیراز کرد.